# Cymbasoma striifrons
Cymbasoma striifrons is een eenoogkreeftjessoort uit de familie van de Monstrillidae. De wetenschappelijke naam van de soort is voor het eerst geldig gepubliceerd in 2012 door Chang.